# ناتالیا ویخریان
ناتالیا ولادیمیری ویخریان (ارمنی: Նատալյա Վլադիմիրի Վիխրյան؛ انگلیسی: Natalya Vikhryan؛ ۴ اوت ۱۹۸۰) یک هنرپیشه، بازیگر سینما و کارگردان اهل ارمنستان بود. وی از سال ۲۰۰۸ میلادی تاکنون مشغول فعالیت بوده است.

## زندگی‌نامه
وی در ۴ اوت ۱۹۸۰ در آرخانگلسک به دنیا آمد و از انستیتو دولتی تئاتری یاروسلاول فارغ‌التحصیل شد. 